# Аллюэн
Аллюэ́н (фр. Halluin) — коммуна во Франции, регион О-де-Франс, департамент Нор, округ Лилль, кантон Туркуэн-1. Расположена на границе с Бельгией, в 17 км к северо-востоку от Лилля, в 5 км от автомагистрали А22, на реке Лис.
Население (2017) — 20 800 человек.

## Достопримечательности
- Жилой дом постройки 1473 года. Дом располагался рядом с шато дю Молинел, полностью разрушенным во время войны 1793 года
- Ветряная мельница, построенная в 1877 году как точная копия средневекового здания. Мельница и дом мельника являются историческими памятниками
- Здание мэрии
- Церкви Святого Илария 1856—1858 годов, Святого Альфонса 1895 года в стиле неоготика
- Церковь Нотр-Дам 1928—1931 годов в стиле арт-деко

## Экономика
Структура занятости населения:
- сельское хозяйство — 0,6 %
- промышленность — 18,3 %
- строительство — 5,0 %
- торговля, транспорт и сфера услуг — 43,8 %
- государственные и муниципальные службы — 32,3 %

Уровень безработицы (2017) — 14,2 % (Франция в целом — 13,4 %, департамент Нор — 17,6 %). 

Среднегодовой доход на 1 человека, евро (2017) — 19 870 (Франция в целом — 21 110, департамент Нор — 19 490).

## Демография
Динамика численности населения, чел.

## Администрация
Пост мэра Аллюэна с 2020 года занимает Жан-Кристоф Детайё (Jean-Christophe Destailleur). На муниципальных выборах 2020 года возглавляемый им правый список одержал победу во 2-м туре, получив 47,17 % голосов (из трех списков).
| Период | Период | Фамилия            | Партия                                   | Примечания                                            |
| ------ | ------ | ------------------ | ---------------------------------------- | ----------------------------------------------------- |
| 1971   | 1980   | Альбер Ут          |                                          | работник социальной службы                            |
| 1980   | 1983   | Анри Левёгль       | Социалистическая партия                  | техник                                                |
| 1983   | 1987   | Альберт Демед      | Разные правые                            | журналист, член Генерального совета департамента      |
| 1987   | 1987   | Патрик Тьерри      | Разные правые                            |                                                       |
| 1987   | 1989   | Дидье Депре        | Разные правые                            | учитель математики                                    |
| 1989   | 2001   | Александр Федерб   | Социалистическая партия                  | директор школы, член Генерального совета департамента |
| 2001   | 2014   | Жан-Люк Деро       | Социалистическая партия                  | учитель словесности                                   |
| 2014   | 2020   | Гюстав Дассонвиль  | Союз за народное движение, Республиканцы | адвокат, член Совета департамента                     |
| 2020   |        | Жан-Кристоф Детайё | Разные центристы                         | работник частной компании                             |

## Города-побратимы
- Менен, Бельгия
- Ор-Эркеншвик, Германия
- Норт Тинсайд, Великобритания
- Пневы, Польша
- Люббенау, Германия
- Кочевье, Словения
- Нконг-Зем, Камерун

## Галерея

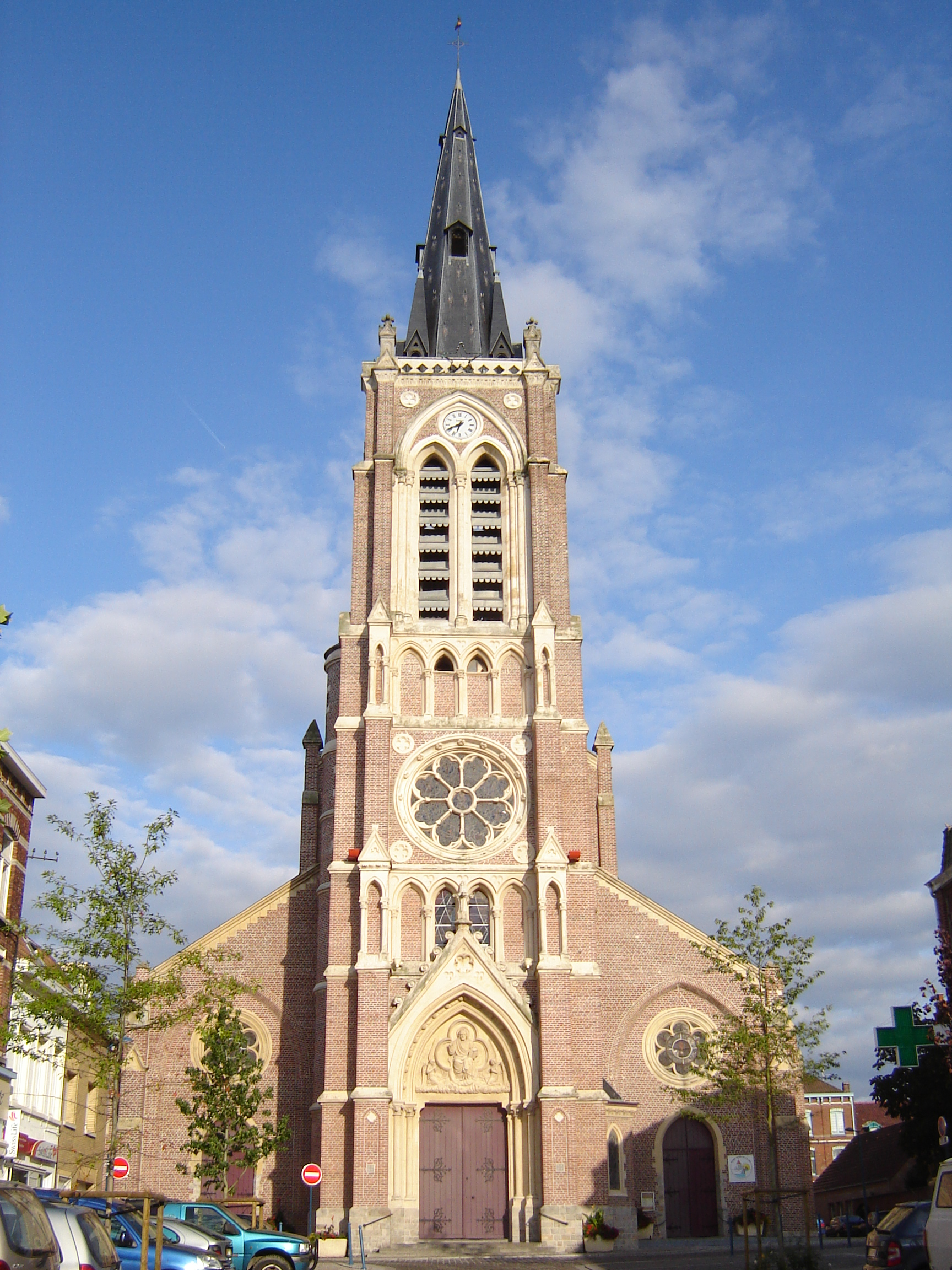
Церковь Святого Элария
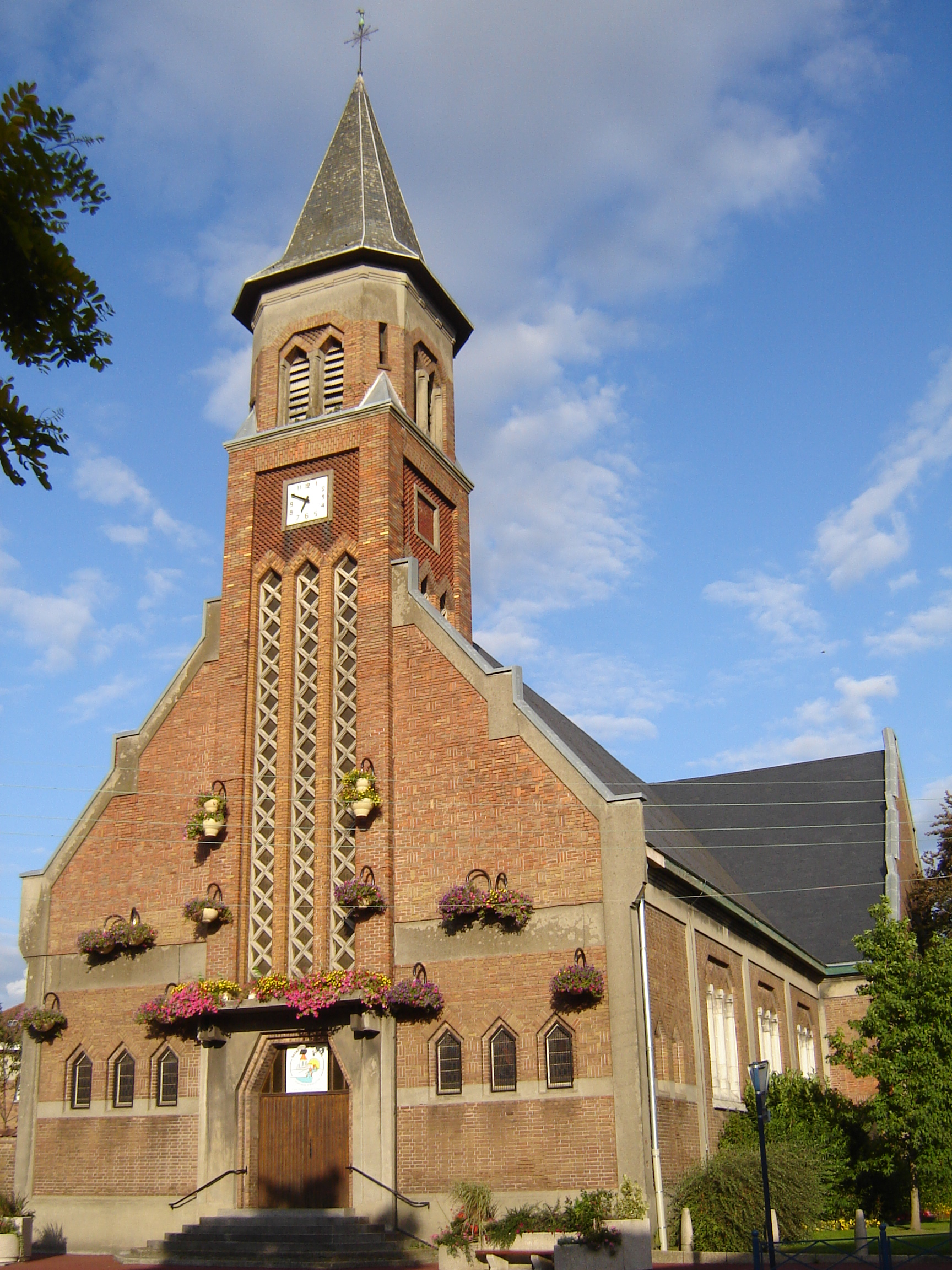
Церковь Нотр-Дам
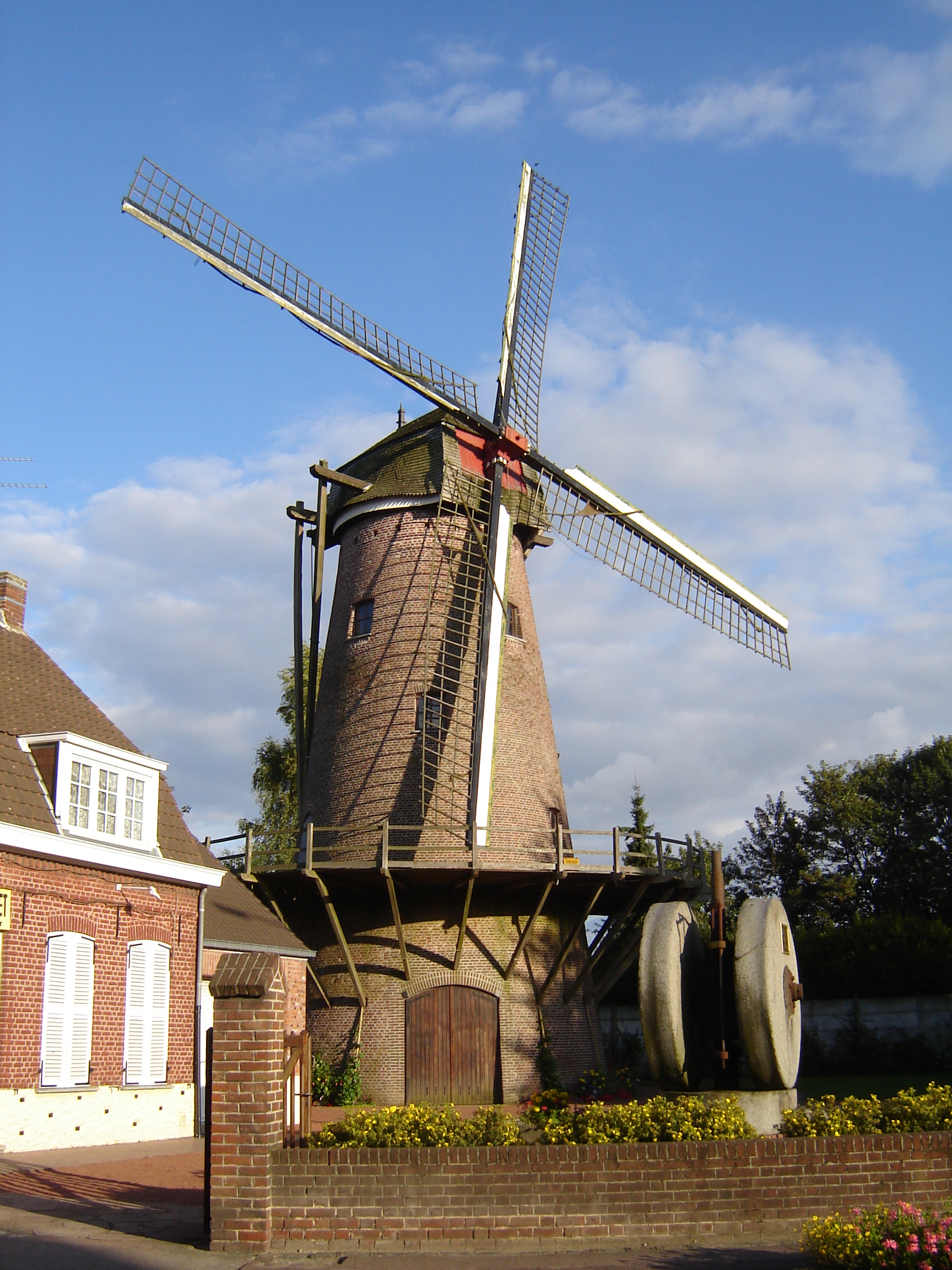
Ветряная мельница
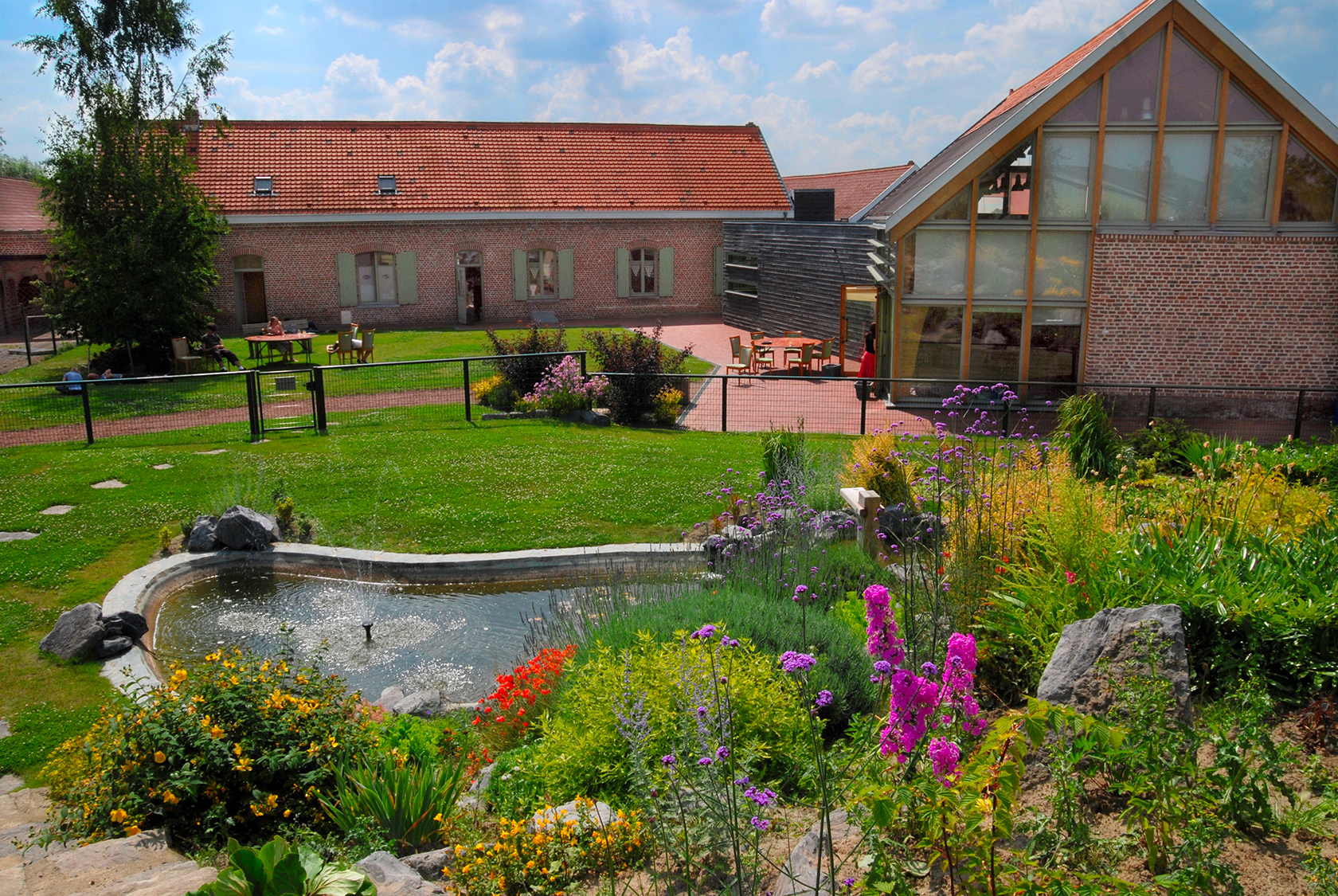
Ферма Мон-Сен-Жан

1. 1 2  база данных о французских коммунах — Национальный географический институт Франции, 2015.